# Canthigaster punctatissima
 Canthigaster punctatissima és una espècie de peix de la família dels tetraodòntids i de l'ordre dels tetraodontiformes.

## Morfologia
- Els mascles poden assolir 9 cm de longitud total.[4][5]

## Reproducció
És monògam.

## Hàbitat
És un peix marí, de clima tropical i associat als esculls de corall que viu entre 3-21 m de fondària.

## Distribució geogràfica
Es troba al Pacífic oriental central: des de Guaymas (Mèxic) fins a Panamà i les illes Galápagos.

## Observacions
És inofensiu per als humans.